# Lyctocoris campestris
Lyctocoris campestris is een wants uit de familie van de bloemwantsen (Anthocoridae). De soort werd het eerst wetenschappelijk beschreven door Johan Christian Fabricius in 1794.

## Uiterlijk
De tamelijk bruine wants heeft volledige vleugels (macropteer) en kan 3.5 tot 4 mm lang worden. De voorvleugels zijn grotendeels bruin, soms aan de voorkant lichter. Voor het uiteinde van het verharde deel van de voorvleugels, de cuneus, bevindt zich een lichte vlek. Het vliezige, doorzichtige deel van de voorvleugel is licht grijs met in het midden een donkere vlek. De kop, het halsschild en het scutellum zijn donker roodbruin. De pootjes zijn geelbruin of bruin, zoals de antennes. Het tweede en derde segment zijn dunner dan de rest.

## Leefwijze
De wants overwintert op beschutte plaatsen als volgroeide wants of als nimf. De soort leeft op diverse plekken, in nesten, stallen, hooibergen of onder brem waar ze zich voeden met kleine insecten of mijten. Soms steekt de wants ook warmbloedige dieren.

## Leefgebied
De soort is in Nederland nu zeldzaam. Sinds 1980 lijkt het aantal waarnemingen terug te lopen. De wants is op veel plekken geïntroduceerd. Het verspreidingsgebied is Palearctisch met uitzondering van Oost- en Zuidoost-Azië.